# Tom Walkinshaw
Tom Walkinshaw (Penicuik, 14 de agosto de 1946 - Midlothian, 12 de dezembro de 2010) foi um piloto de automóveis escocês. Ele foi o fundador da equipe de corridas Tom Walkinshaw Racing.
Walkinshaw foi responsável pela contratação de Michael Schumacher para pilotar na Benetton de Fórmula 1.